# Tsclient
tsclient (Terminal Server Client) — основанный на GTK2, фронтенд для rdesktop, VNC, XDMCP и других программ удаленного администрирования. Входит в состав GNOME. В настоящее время заменён программой Remmina.
Основные возможности:
- быстрый запуск ранее сохранённого профиля,
- схожий внешний вид и функциональные возможности, как у Клиента Служб Терминалов Microsoft (Terminal Services Client [TSC]) и совместимый с ним формат файлов.